# Hortipes zombaensis
Hortipes zombaensis là một loài nhện trong họ Corinnidae.
Loài này thuộc chi Hortipes. Hortipes zombaensis được miêu tả năm 2000 bởi Bosselaers & Rudy Jocqué.